# Gymnosporia palauica
Gymnosporia palauica är en benvedsväxtart som beskrevs av Ludwig Eduard Theodor Loesener. Gymnosporia palauica ingår i släktet Gymnosporia och familjen Celastraceae. Inga underarter finns listade.